# Flughafen Gqeberha

i7
i11
i13
Der Flughafen Gqeberha, auch Chief Dawid Stuurman International Airport, bis zum 23. Februar 2021 Flughafen Port Elizabeth (englisch Port Elizabeth International Airport; IATA-Code: PLZ, ICAO-Code: FAPE), ist ein südafrikanischer Regionalflughafen in Gqeberha.
Er wird von der staatlichen Airports Company South Africa betrieben.
Die führenden internationalen Mietwagenfirmen haben Niederlassungen am Flughafen Gqeberha. Es gibt mehrere Gastronomiebetriebe und eine Touristeninformation. Von Wimpy’s im ersten Stock aus kann man das Vorfeld überblicken. Am Flughafen ist eine Hubschrauberstaffel der südafrikanischen Luftwaffe stationiert. In der Einflugschneise des Flughafens liegen das Walmer Township und der Hafen.

## Geschichte
Der Flughafen besteht seit 1950 und hieß ehemals H. F. Verwoerd Airport. Er wurde 2004 modernisiert und erweitert, um bis zu 2 Millionen Passagiere jährlich abfertigen zu können. Da Gqeberha (noch) keine eigene Zollabfertigung hat, müssen internationale Passagiere in Johannesburg oder Kapstadt umsteigen. Darüber hinaus herrscht hier Sport- und Geschäftsflugbetrieb. Für die Fußball-WM 2010 war der Ausbau einer Startbahn geplant, um den Flughafen auch direkt aus Europa und Übersee anfliegen zu können. Dieser Ausbau wurde aber nicht realisiert.
Der Flughafen wurde im Februar 2021 nach dem Khoi-Chief Dawid Stuurman benannt.

## Fluggesellschaften
- Airlink
- CemAir
- FlySafair (Billigfluggesellschaft)
- South African Airways

## Verkehrsanbindung
Seit 2013 besteht eine Linie des neu eingerichteten Stadtbussystems von der Innenstadt zum Flughafen. Darüber hinaus fahren Minibusse und Taxen.

## Verkehrszahlen
| Jahr    | Fluggastaufkommen | Flugbewegungen |
| ------- | ----------------- | -------------- |
| 2018/19 | 1.689.808         | 44.916         |
| 2017/18 | 1.641.393         | 53.282         |
| 2016/17 | 1.582.493         | 62.930         |
| 2015/16 | 1.604.381         | 64.328         |
| 2014/15 | 1.350.744         | 62.594         |
| 2013/14 | 1.251.178         | 67.350         |
| 2012/13 | 1.311.553         | 62.911         |

1. ↑  Die Verkehrszahlen gelten für die Geschäftsjahre, diese enden jeweils am 31. März.

## Air Force Station Port Elizabeth
Die Air Force Station Port Elizabeth (kurz AFS Port Elizabeth) ist eine Einrichtung der South African Air Force und befindet sich an der nordöstlichen Seite der Landebahn. Ursprünglich eine Air Force Base, die in den frühen 1990er Jahren zu einer Air Force Station herabgestuft wurde.

### 15 Squadron
Sie ist die Heimat der C Flight Einheit der Hubschrauberstaffel 15 Squadron, dessen Hauptaufgabe ist die Suche und Rettung an Land und auf See. Auf der AFS Port Elizabeth sind vier BK 117 stationiert. Die Umstellung auf AgustaWestland AW109-Hubschrauber wurde aufgrund von Verzögerungen bei der Entwicklung von Rettungsflotationsgeräten für diesen Typ verschoben, sodass der Einsatz in maritimen Umgebungen nicht möglich ist.

### 108 Squadron
Die AFS Port Elizabeth ist auch Heimat des Territorialen Reservegeschwaders 108 Squadron, das verschiedene zivile Leichtflugzeuge in der Rolle des Versorgungstransports bedient. Die primären Geschwaderoperationen umfassen Aufklärungsflüge an der Küste sowie Kommando-, Kontroll- und Telstar-Kommunikationen bei Kriminalpräventionseinsätzen neben der südafrikanischen Polizei und der südafrikanischen Armee.
Zu den Haupteinsatzgebieten zählen Küstenaufklärungsflüge, Kommando- und Kontrollflüge sowie Telstar-Kriminalpräventionseinsätze in Zusammenarbeit mit Polizei und Armee.

## Luftwaffenmuseum
Hinter dem Flughafen befindet sich das Luftwaffenmuseum. Es ist eines der drei Standorte des South African Air Force Museum und es gibt nur wenige Exponate am Flughafen Gqeberha, da nur ein begrenzter Hangarraum zur Verfügung steht. Statische Exponate sind im originalen 42-Air School Air Gunnery Training Center untergebracht, das während des Joint Air Training Scheme im Zweiten Weltkrieg genutzt wurde. Das Museum beherbergt historische Militärjets, Hubschrauber, Exponate und Gemälde aus der Zeit des Flughafens vom Zweiten Weltkrieg bis zum Ende der Apartheid. Eine Reihe North American Harvards wird aktiv restauriert, und es gibt ein Projekt zur Restaurierung eines Airspeed Oxford. Eines der ungewöhnlicheren Exponate ist ein Jorg IV Skimmerfoil-Bodeneffektboot.